# Hoolock
Hoolock là một chi động vật có vú trong họ Hylobatidae, bộ Linh trưởng. Trước đây chúng được xếp chi Bunopithecus với danh pháp khoa học là Bunopithecus hoolock, được Harlan mô tả năm 1834.

## Hình ảnh

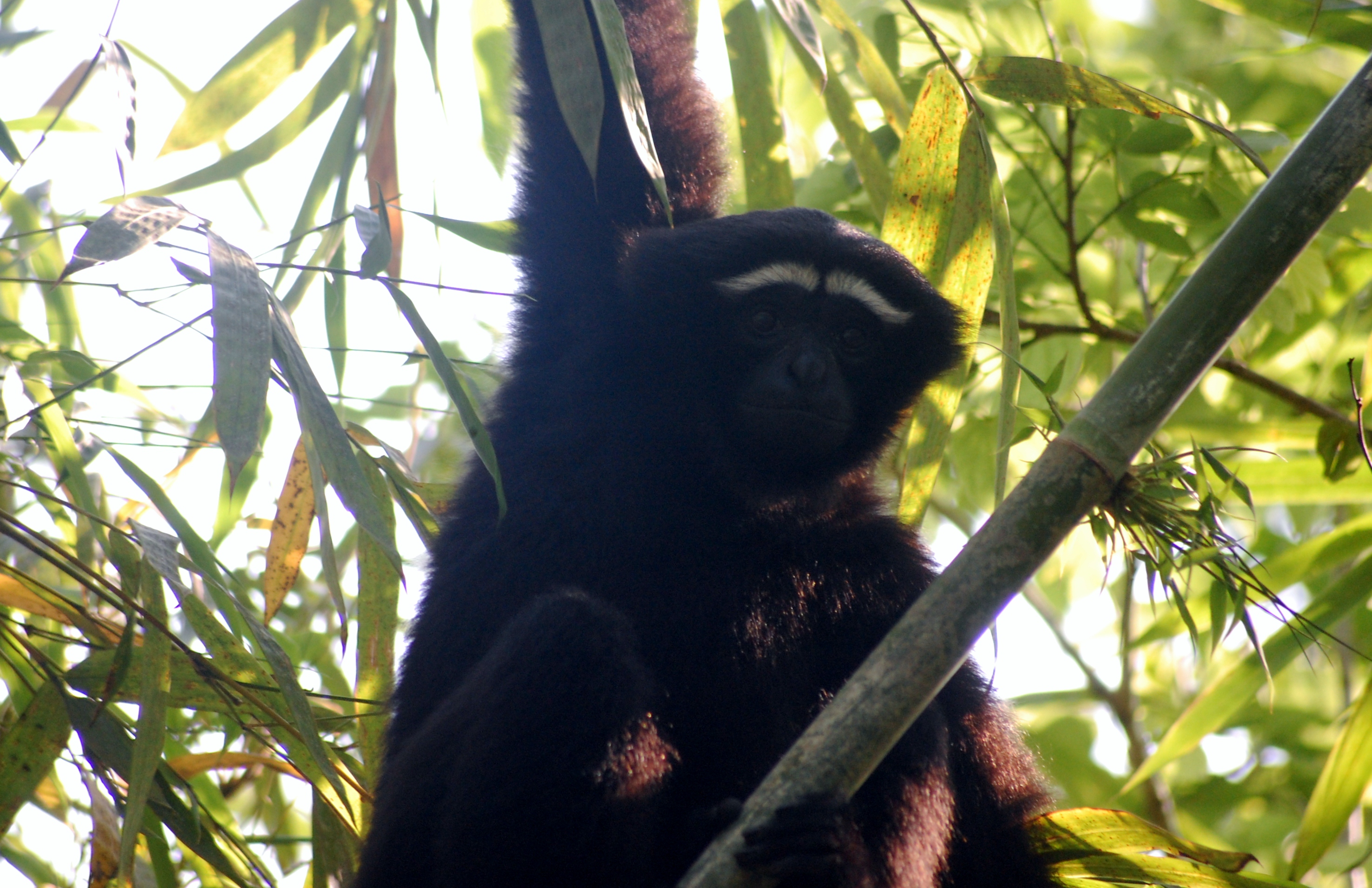
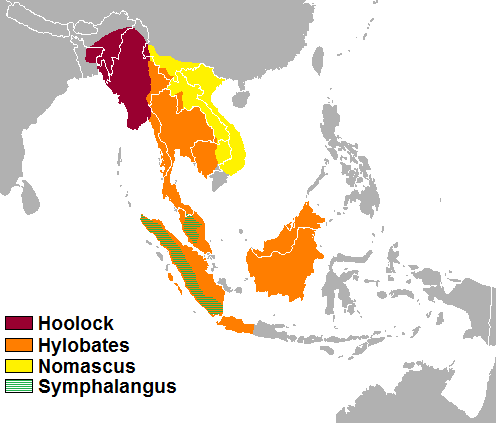

## Danh sách loài
- Hoolock hoolock
- Hoolock leuconedys
- Hoolock tianxing